# 萨迪克·穆伊基奇
萨迪克·穆伊基奇（1968年2月29日—），斯洛文尼亚男子赛艇运动员。他曾代表南斯拉夫、斯洛文尼亚参加1988年、1992年和1996年夏季奥林匹克运动会赛艇比赛，其中1992年奥运会获得一枚铜牌。